# Val-d'Anast
Val-d'Anast es una comuna nueva francesa situada en el departamento de Ille y Vilaine, de la región de Bretaña.

## Historia
Fue creada el 1 de enero de 2017, en aplicación de una resolución del prefecto de Ille y Vilaine de 29 de agosto de 2016 con la unión de las comunas de Campel y Maure-de-Bretagne, pasando a estar el ayuntamiento en la antigua comuna de Maure-de-Bretagne.

## Demografía
| Gráfica de evolución demográfica de Val-d'Anast entre 1800 y 2013 |
|                                                                   |

Los datos entre 1800 y 2013 son el resultado de sumar los parciales de las dos comunas que forman la nueva comuna de Val-d'Anast, cuyos datos se han cogido de 1800 a 1999, para las comunas de Campel y Maure-de-Bretagne de la página francesa EHESS/Cassini. Los demás datos se han cogido de la página del INSEE.

## Composición
| Comuna delegada   | Código INSEE | Población (2013) | Superficie (km²) | Densidad (hab./km²) |
| ----------------- | ------------ | ---------------- | ---------------- | ------------------- |
| Campel            | 35048        | 487              | 11.10            | 44                  |
| Maure-de-Bretagne | 35168        | 3326             | 66.76            | 50                  |